# دي جي دارا
دي جي دارا (بالإنجليزية: DJ Dara)‏ هو دي جيه وملحن أمريكي، ولد في 25 ديسمبر 1968.

## وصلات خارجية
- دي جي دارا على موقع ميوزك برينز (الإنجليزية)
- دي جي دارا على موقع أول ميوزيك (الإنجليزية)
- دي جي دارا على موقع ديسكوغز (الإنجليزية)